# اچ‌ام‌اس ائورودیکه (۱۷۸۱)
اچ‌ام‌اس ائورودیکه (۱۷۸۱) (به انگلیسی: HMS Eurydice (1781)) یک کشتی بود که طول آن ۱۱۴ فوت ۳ اینچ (۳۴٫۸۲ متر) بود. این کشتی در سال ۱۷۸۱ ساخته شد.